# Augustin Theiner
Augustin Theiner, född den 11 april 1804 i Breslau, död den 8 augusti 1874 i Civitavecchia, var en tysk romersk-katolsk teolog, kyrkohistoriker och urkundsutgivare.
Theiner blev 1829 juris doktor i Halle. I början hyllade han liksom sin äldre bror Johann Anton Theiner en mera frisinnad riktning inom kyrkan och utgav flera reformkatolska skrifter, vari han bland annat krävde celibatets upphävande. Men sedan han 1833 kommit till Rom, slöt han sig, förtvivlande om en reform och av ruelse över sin dittills innehavda trosståndpunkt, till jesuiterna (se hans Histoire de ma conversion, 1838). Sedermera ingick han i oratorianernas kongregation. År 1855 utnämndes han till prefekt för de vatikanska arkiven, från vilken plats han avskedades i augusti 1870, misstänkt för att ha lämnat de oppositionella biskoparna på Första vatikankonsiliet tillträde till arkivens hemliga handlingar. Sina sista år levde han i övergivenhet i Rom.
Som författare och urkundsutgivare utvecklade Theiner en nästan häpnadsväckande flit, i bägge egenskaperna visande sig lika lärd som stridslysten emot protestanterna. Bland hans skrifter kan nämnas Schweden und seine Stellung zum Heiligen Stuhl unter Johann III., Sigismund III. und Karl IX. (Augsburg 1838; fransk översättning i 3 delar, 1842), vilken skrift visserligen, såsom man kunde vänta, är hållen i en något ensidig ultramontan anda, men vars urkundsbilagor är högst upplysande för Sveriges historia, Zustände der katholischen Kirche in Schlesien von 1740-58 (2 band, 1846, 1852) och Geschichte des pontificats Clemens XIV (2 band, 1853). 
I det sistnämnda arbetet visade sig den förre jesuitvännen så fientlig mot jesuiterna, att boken förbjöds i Kyrkostaten och framkallade många motskrifter. Theiner fortsatte Baronius Annales ecclesiastici samt utgav bland annat "Clementis XIV. epistolae et brevia" (1852), "Codex diplomaticus dominii temporalis Sanctae Sedis" (3 band, 1861 ff.) och urkundssamlingar belysande Frankrikes, Ungerns, Rysslands, Polens, sydslavernas, irländarnas och skottarnas kyrkohistoria. Efter hans död befordrades genom biskop Strossmayers förmedling till trycket "Acta genuina oecumenici concilii Tridentini" et cetera (2 band, 1874), ett viktigt om än ur editionssynpunkt otillfredsställande bidrag till det tridentinska mötets historia.